# We Are Still Here
We Are Still Here (no Brasil, Ainda Estamos Aqui) é um filme de terror estadunidense de 2015 dirigido e escrito por Ted Geoghegan. Protagonizado por Barbara Crampton, Andrew Sensenig, Larry Fessenden, Lisa Marie e Monte Markham, teve sua primeira aparição no South by Southwest em 15 de março de 2015.

## Sinopse
Em 1979, após a morte de seu filho Bobby em um acidente de carro, Anne (Barbara Crampton) e Paul Sacchetti (Andrew Sensenig) decidiram se mudar para uma nova casa na zona rural da Nova Inglaterra. Paul espera que seja terapêutico para Anne, já que a morte a levou a uma profunda depressão . No entanto, Anne começa a alegar que Bobby está presente na casa, e o vizinho Cat McCabe (Connie Neer) os avisa para irem embora. A casa foi construída em 1800 pela família Dagmar como uma casa funerária. As Dagmars teriam sido expulsas da aldeia depois que os habitantes da cidade descobriram que eles estavam enganando seus clientes ao vender os cadáveres e enterrar os caixões vazios.
Implacável, Anne convida seus amigos May e Jacob Lewis (Lisa Marie e Larry Fessenden), pois ambos são espiritualistas e poderiam ajudar a contatar Bobby. Os casais saem para comer, durante o qual o filho dos Lewis, Harry, chega com sua namorada Daniella. Harry é morto por uma aparição no porão e Daniella foge horrorizada, apenas para ser morta também. Os Lewis e os Sacchettis voltam para casa, após o que o marido de Cat, Dave (Monte Markham), chega ao restaurante, mata uma garçonete e discute com raiva a casa de Dagmar com o barman, revelando que a casa precisa se alimentar a cada 30 anos ou o mal que está por trás dela irá procurar almas frescas, destruindo a cidade.
Jacob consegue convencer um relutante Paul a fazer uma sessão espírita com ele enquanto suas esposas estão fora. Isso termina com Jacob sendo possuído pelo espírito de Lassander Dagmar (Guy Gane III), que revela que eles nunca foram expulsos da cidade; em vez disso, os aldeões usaram sua família como um sacrifício ao mal sob sua casa. Lassander, dominado pela raiva, faz com que Jacob se mate. Sua esposa May tenta fugir, mas é morta por Dave, que veio até a casa com os outros moradores da cidade, determinado a dar à casa o que ela quer. Os Sacchettis ouvem a voz de Bobby instando-os a irem embora e fogem escada acima enquanto os habitantes da cidade invadem a casa.
Os espíritos da família Dagmar continuam a assassinar violentamente cada um dos habitantes da cidade até que apenas Dave, Paul e Anne permaneçam. Dave tenta matar Anne e Paul, mas é morto pelo espírito de Lassander. Enquanto Paul e Anne observam a carnificina ao redor deles, os espíritos da família saem de casa, finalmente satisfeitos. Anne entra atordoada no porão da casa, seguida por Paul. Enquanto desce as escadas, Paul sorri e diz "Ei, Bobby"; uma voz suave pode ser ouvida respondendo "Oi, pai".

## Elenco
- Barbara Crampton - Anne Sacchetti
- Andrew Sensenig - Paul Sacchetti
- Larry Fessenden - Jacob Lewis
- Lisa Marie - May Lewis
- Monte Markham - Dave McCabe
- Susan Gibney - Maddie
- Michael Patrick - Harry Lewis
- Kelsea Dakota - Daniella
- Guy Gane III - Lassander Dagmar
- Elissa Dowling - Eloise Dagmar
- Zorah Burress - Fiona Dagmar
- Marvin Patterson - Joe
- Connie Neer - Cat McCabe